# Richard-Lenoir (metropolitana di Parigi)
Richard-Lenoir è una stazione della linea 5 della metropolitana di Parigi ubicata nell'XI arrondissement di Parigi.

## La stazione
La stazione è ubicata al disotto del boulevard Richard-Lenoir a sud dell'incrocio con rue Pelée.
Secondo le stime della RATP, la stazione ha accolto 2.422.197 passeggeri nel 2019, collocandosi al 214º posto su 302 stazioni della metropolitana in termini di numero di passeggeri.

### Origine del nome
Il boulevard Richard-Lenoir ha preso il nome dal fabbricante francese François Richard socio di Joseph Lenoir-Dufresne. Alla morte di quest'ultimo, egli adottò parzialmente il cognome del socio in affari in ricordo dell'azienda che avevano gestito in società.

### Storia
La stazione venne aperta il 17 dicembre 1906 in occasione del prolungamento della linea 5 da Mazas (oggi Quai de la Rapée) a Lancry (oggi Jacques Bonsergent).

## Accessi
La stazione dispone ora di due ingressi, dopo i lavori di ristrutturazione terminati nel 2007. Con detti lavori è stata riaperto l'ingresso di rue Gaby Sylvia. L'altro ingresso è ubicato sul lato ovest del terrapieno sito al 65, boulevard Richard-Lenoir.